# Smólnoie
Smólnoie (en rus: Смольное) és un poble del krai de Primórie, a l'Extrem Orient de Rússia, que en el cens del 2010 tenia 115 habitants.